# Эль-Муджиб
Эль-Муджиб, Вади-эль-Муджиб, Арно́н (араб. وادي الموجب‎, др.-евр. ארנון‬) — река в Иордании. Берёт начало в горах Галаада восточнее Иордана и впадает в Мёртвое море.
Протекает в ущелье Вади-Муджиб, где в 1967 году Иорданским Королевским обществом охраны природы организован одноимённый национальный парк, примерно в 90 км к югу от Аммана. Длина реки составляет около 72 км. Впадает в Мёртвое море напротив Эйн-Геди. На реке в 25 км от устья построена плотина.
Река Арнон упомянута в Библии как граница между Моавом и Амореем (Чис. 21:13). 

## Галерея
- Эль-Муджиб